# ردانع السفلى (ذي السفال)

تعديل مصدري - تعديل

ردانع السفلى محلة تابعة لقرية ردانع، التابعة لعزلة شوائط بمديرية ذي السفال إحدى مديريات محافظة إب في الجمهورية اليمنية، بلغ تعداد سكانها 181 حسب تعداد اليمن لعام 2004.